# Coupe de France féminine

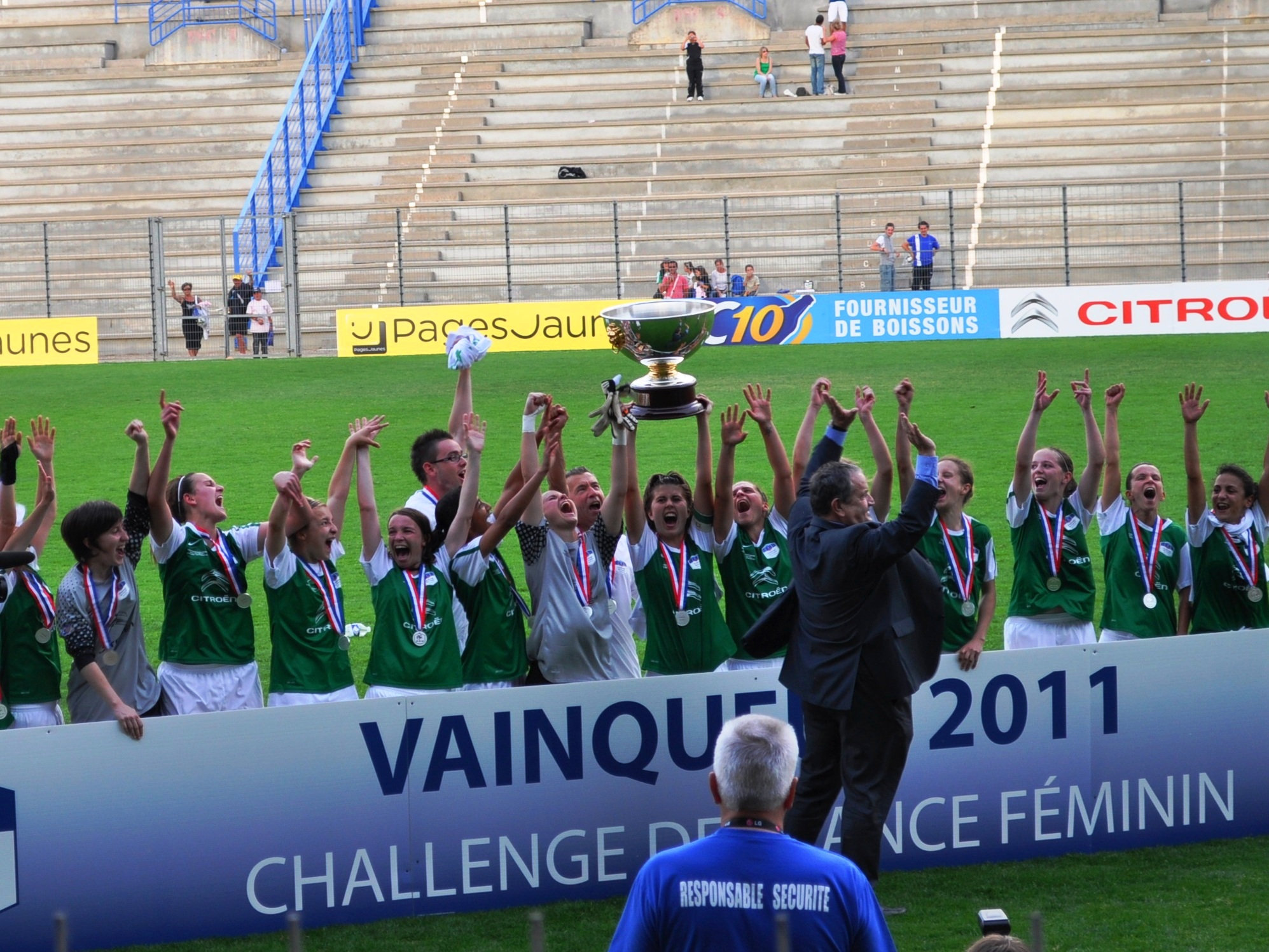
Die Pokalsiegerinnen von 2011

Die Coupe de France féminine ist der Pokalwettbewerb im französischen Frauenfußball. Der Wettbewerb wird seit 2001/02 ausgespielt und vom französischen Fußballverband FFF ausgerichtet; bis einschließlich der Saison 2010/11 hieß er Challenge de France féminin. Rekordsieger ist Olympique Lyon mit zehn vor Paris Saint-Germain FC mit vier und dem HSC Montpellier mit drei Titeln. Zusammen mit der neuen Bezeichnung hat die Coupe auch ein neues, in den Farben Lila und Rosa gehaltenes Logo erhalten.

## Modus und Antrittsprämien
Prinzipiell können alle dem französischen Fußballverband angeschlossenen Vereine an diesem Wettbewerb teilnehmen, ab der Spielzeit 2023/24 auch solche aus Frankreichs überseeischen Territorien. Für Letztere beziehungsweise deren anreisende Gegnerinnen übernimmt die FFF Flug- und Unterkunftskosten. Eine Teilnahmeverpflichtung besteht aber lediglich für die Vereine der drei höchsten Ligen. Bei der ersten Austragung (Saison 2001/02) nahmen insgesamt 372 Klubs teil, bei der zweiten nur noch 344. In den folgenden Jahren pendelten die Teilnehmerzahlen weiterhin im oberen 300er-Bereich: 2005/06 371, 2009/10 376 und 2011/12 397. Ab der Mitte des zweiten Jahrzehnts hat sich dieser Wert deutlich erhöht, und das nahezu jährlich. So meldeten 2013/14 469 Vereine, eine Saison darauf 488, 2016/17 stieg der Rekord auf 626 Anmeldungen, 2018/19 auf 687, 2019/20 auf 759 und 2021/22 auf 888.
Zunächst gibt es in den Verbandsregionen Ausscheidungsspiele, an denen alle meldenden unterklassigen Vereine teilnehmen. Die zwölf Erstligisten griffen in den Anfangsjahren und erneut seit 2018/19 erst in der Runde der letzten 32 Frauschaften (Sechzehntelfinale) in den Wettbewerb ein; dazwischen mussten sie dies eine Runde früher (Zweiunddreißigstelfinale) tun. Die Zweitligisten (seit 2016 24, ab 2023 nur noch zwölf) greifen sogar zwei Runden vorher in den Pokal ein, nämlich in der ersten landesweiten Runde (1er tour fédéral). Die Frage, wie viele Teams aus den jeweiligen Regionen sich für diese Runde qualifizieren, hängt von der dortigen Zahl weiblicher Vereinsmitglieder ab. Für den Wettbewerb 2022/23 beispielsweise stellte sich diese Verteilung wie folgt dar:
| Regionale Verteilung 2022/23 |                         |                         |                          |
| Region                       | Unterklassige Gemeldete | Mannschaften in D1 / D2 | Plätze für Unterklassige |
| Auvergne-Rhône-Alpes         | 140                     | 7                       | 8                        |
| Grand Est                    | 109                     | 3                       | 7                        |
| Paris Île-de-France          | 106                     | 5                       | 8                        |
| Bretagne                     | 075                     | 3                       | 5                        |
| Hauts-de-France              | 072                     | 2                       | 5                        |
| Pays de la Loire             | 072                     | 3                       | 4                        |
| Nouvelle-Aquitaine           | 066                     | 2                       | 4                        |
| Occitanie                    | 058                     | 6                       | 4                        |
| Normandie                    | 052                     | 1                       | 3                        |
| Bourgogne-Franche-Comté      | 047                     | 1                       | 3                        |
| Méditerranée                 | 039                     | 2                       | 2                        |
| Centre-Val de Loire          | 031                     | 1                       | 2                        |
| Corse                        | 07                      | ---                     | 1                        |
| Insgesamt                    | 874                     | 36                      | 56                       |

Gespielt wird im K.-o.-System. Steht ein Spiel nach 90 Minuten unentschieden, wird das Spiel nicht verlängert, sondern es folgt sofort ein Elfmeterschießen zur Ermittlung des Siegers. Das Finale findet auf neutralem Platz statt. Im Gegensatz zur bisherigen Praxis im deutschen Pokal wird das Finale nicht im gleichen Stadion wie das Männerfinale ausgetragen.
2016 erhielt der Pokalsieger eine Prämie von 60.000, der unterlegene Endspielteilnehmer von 40.000 und die beiden Halbfinalisten von je 20.000 Euro, während alle anderen Teilnehmer leer ausgingen. Mit der Saison 2021/22 wurde der Gesamtbetrag auf 520.000 Euro verdreifacht, und jede qualifizierte Mannschaft erhält bereits ab der ersten Bundesrunde eine Antrittsprämie. So hat der Zweitligist FF Yzeure AA, der das Endspiel erreichte und verlor, kumuliert 43.500 Euro eingenommen.

## Pokalüberraschungen
In der relativ kurzen Wettbewerbsgeschichte hat es noch keine Frauschaft aus einer unteren Liga geschafft, dauerhaft mit dem Etikett einer Überraschungself versehen zu werden. Dazu trägt nicht nur das relativ geringe mediale Interesse bei, sondern vor allem das starke Leistungsgefälle zwischen den Spitzenteams der ersten Division und dem Rest der Teilnehmer. Bis einschließlich der Austragung 2023/24 haben es überhaupt nur neun Teams, die unterhalb der zweiten Liga spielten, bis in die Runde der letzten acht Teilnehmer (Viertelfinale) geschafft, und nur zweimal kamen unterklassige Fußballerinnen sogar noch eine Runde weiter. Dies gelang 2003/04 dem drittklassigen Racing Besançon, der zuvor unter anderem einen Zweit- (FC Vendenheim) und einen Erstdivisionär (Juvisy FCF) ausgeschaltet hatte, ehe er, auch nur nach Elfmeterschießen, gegen D1F-Teilnehmer USCCO Compiègne unterlag. 2016/17 erreichte Drittdivisionär FCF Hénin-Beaumont ebenfalls das Halbfinale, musste dazu allerdings mit der ASJ Soyaux auch nur einen Vertreter aus den beiden höchsten Ligen ausschalten.
Es gelang bisher auch erst zweimal einer Zweitligaelf, das Frauenpokalendspiel zu erreichen: 2008/09 dem UC Le Mans, in der Saison 2021/22 dem FF Yzeure AA.

## Fernsehrechte
Die Übertragung von Spielen des Hauptwettbewerbs einschließlich des Finales erfolgt bis 2027 auch weiterhin vorrangig durch France Télévisions, die öffentlich-rechtliche Anstalt des Landes. Das Recht zur Übertragung zusätzlicher Spiele hat 2023 für zunächst vier Jahre BeIn Sports, ein aus Al Jazeera hervorgegangener katarischer Privatsender, erworben, der außerdem auch Spiele des Pokalwettbewerbs der Männer sowie der Coupe Gambardella ausstrahlt.

## Die bisherigen Endspiele
In den Schiedsrichtergespannen bei den bisher 22 Endspielen (bis einschließlich der Austragung 2023/24) wurde Élodie Coppola am häufigsten berücksichtigt, einmal als Schiedsrichterin und viermal – zuletzt 2020 – als Assistentin. Florence Guillemin (dreimal), Sabine Bonnin (geborene Louiset) und Noëlle Robin (je zweimal) haben als einzige mehr als eine Finalpartie geleitet.
Mit 12.480 Zuschauern war das bestbesuchte Endspiel dasjenige der Saison 2017/18 im Stade de la Meinau von Strasbourg.
| Jahr | Sieger                            | Finalist                          | Ergebnis                          | Endspielort                       |
| ---- | --------------------------------- | --------------------------------- | --------------------------------- | --------------------------------- |
| 2002 | FC Toulouse                       | FC Lyon                           | 2:1                               | Tournon-sur-Rhône                 |
| 2003 | FC Lyon                           | HSC Montpellier                   | 4:3                               | Montceau-les-Mines                |
| 2004 | FC Lyon                           | USCCO Compiègne                   | 2:0                               | Tulle                             |
| 2005 | Juvisy FCF                        | Olympique Lyon                    | 1:1, 5:4 i. E.                    | Buzançais                         |
| 2006 | HSC Montpellier                   | Olympique Lyon                    | 1:1, 4:3 i. E.                    | Aulnat                            |
| 2007 | HSC Montpellier                   | Olympique Lyon                    | 3:3, 3:0 i. E.                    | Saint-Denis (a)                   |
| 2008 | Olympique Lyon                    | Paris Saint-Germain               | 3:0                               | Saint-Denis (a)                   |
| 2009 | HSC Montpellier                   | UC Le Mans (D2)                   | 3:1                               | Lyon                              |
| 2010 | Paris Saint-Germain               | HSC Montpellier                   | 5:0                               | Bondoufle                         |
| 2011 | AS Saint-Étienne                  | HSC Montpellier                   | 0:0, 3:2 i. E.                    | Buxerolles                        |
| 2012 | Olympique Lyon                    | HSC Montpellier                   | 2:1                               | Bourges                           |
| 2013 | Olympique Lyon                    | AS Saint-Étienne                  | 3:1                               | Clermont-Ferrand                  |
| 2014 | Olympique Lyon                    | Paris Saint-Germain               | 2:0                               | Le Mans                           |
| 2015 | Olympique Lyon                    | HSC Montpellier                   | 2:1                               | Calais                            |
| 2016 | Olympique Lyon                    | HSC Montpellier                   | 2:1                               | Grenoble                          |
| 2017 | Olympique Lyon                    | Paris Saint-Germain               | 1:1, 7:6 i. E.                    | Vannes                            |
| 2018 | Paris Saint-Germain               | Olympique Lyon                    | 1:0                               | Strasbourg                        |
| 2019 | Olympique Lyon                    | OSC Lille                         | 3:1                               | Châteauroux                       |
| 2020 | Olympique Lyon                    | Paris Saint-Germain               | 0:0, 4:3 i. E.                    | Auxerre                           |
| 2021 | Wettbewerb frühzeitig abgebrochen | Wettbewerb frühzeitig abgebrochen | Wettbewerb frühzeitig abgebrochen | Wettbewerb frühzeitig abgebrochen |
| 2022 | Paris Saint-Germain               | FF Yzeure AA (D2)                 | 8:0                               | Dijon                             |
| 2023 | Olympique Lyon                    | Paris Saint-Germain               | 2:1                               | Orléans                           |
| 2024 | Paris Saint-Germain               | FC Fleury                         | 1:0                               | Montpellier                       |
| 2025 | Paris FC                          | Paris Saint-Germain               | 0:0, 5:4 i. E.                    | Calais                            |

## Titelträger
| Titel | Verein              | Saisons                                                    |
| ----- | ------------------- | ---------------------------------------------------------- |
| 10    | Olympique Lyon      | 2008, 2012, 2013, 2014, 2015, 2016, 2017, 2019, 2020, 2023 |
| 4     | Paris Saint-Germain | 2010, 2018, 2022, 2024                                     |
| 3     | HSC Montpellier     | 2006, 2007, 2009                                           |
| 2     | FC Lyon             | 2003, 2004                                                 |
| 1     | FC Toulouse         | 2002                                                       |
| 1     | Juvisy FCF          | 2005                                                       |
| 1     | AS Saint-Étienne    | 2011                                                       |
| 1     | Paris FC            | 2025                                                       |